# Dorin Semeghin
Dorin Semeghin (n. 29 martie 1979, Gura Humorului) este un fotbalist român.

## Titluri
Dinamo București
- Liga I (1): 2003–2004
- Cupa României (1): 2003–2004